# 将魔
将魔（しょうま、英語表記：Shouma 1971年〈昭和46年〉12月 - ）は、日本のマジシャン。
愛知県一宮市木曽川町出身。本名及び出生名は 宮川 将幸（みやがわ まさゆき）。

## 略歴
1971年〈昭和46年〉12月生まれ。一宮市立木曽川中学校、愛知県立尾西高等学校卒業後、マリックプロモーション名古屋(現UGM)に勤務。退社後将魔としてプロ活動を始める。
2005年に自身が経営する「マジックショップ手品屋」をオープン。翌年有限会社手品屋を設立し、本格的にマジックアイテムのプロデュースを始める。

## 人物
芸名の将魔は本名である将幸の将と魔法の魔を組み合わせたもの。
アイデアや芸風は超魔術師であるMr.マリックの影響が大きく、氏の巻き起こした超魔術ブームをきっかけに生まれたマジシャンのひとりと考えられる。関係者の催しや対談でMr.マリックを「先生」と呼ぶ場面が見受けられるが、正式の弟子ではない。
近年は、日本のイリュージョンマジックの第一人者としてメディアで紹介されており、クリエイターとしても活動し国内外に販売されている。

## 経歴
- 2022年（令和4年）NHK『超絶神業！マジックバトル新春ＬＩＶＥ』に出演。
- 2020年（令和2年）NHK『総合超絶神業!マジックバトル冬の陣』に出演。
- 2020年（令和2年）NHK『総合超絶神業!マジックバトル夏の陣』に出演。
- 2019年（令和元年）BS朝日『神業革命!スーパー4Kマジック 第2弾』に出演。
- 2017年（平成29年）『FISM ASIA』にゲスト出演
- 2016年（平成28年）NHK『たけしのこれがホントのニッポン芸能史』に出演。
- 2015年（平成27年）BS日テレ『木曜スペシャル 驚愕の奇跡！マジック革命軍団Ⅱ』に出演。
- TBS『決定!最強のマジシャン対決!Ｍ1グランプリ』に出演。
- TBS『オフレコ!』に出演。
- 関西テレビ放送『関ジャニ∞のジャニ勉』に出演。
- 『太平洋フェリー』にレギュラー出演。